# 二环西路站
二环西路站（建设时工程名为西二环站）是济南轨道交通2号线的地铁车站，位于中华人民共和国山东省济南市槐荫区张庄路街道烟台路与二环西路交叉口地下，2021年3月26日投入运营。

## 车站构造
二环西路站为地下二层的11米岛式车站。

## 出入口
| 編號     | 指示                                         |
| -------- | -------------------------------------------- |
| 出口 · A | 烟台路与二环西路交叉口西北角(宜家家居西南角) |
| 出口 · B | 烟台路与二环西路交叉口西北角(宜家家居东南角) |
| 出口 · C | 烟台路与二环西路交叉口西南角                 |
| 出口 · D | 烟台路南侧，公交站牌(烟台路二环西路站)东侧   |

2022年1月29日，A出入口正式开放。2022年8月2日，C出入口正式开放。

### 临近地点
- 宜家家居